# Joshua Primo
Joshua Lincoln Alexander Primo, född 24 december 2002 i Toronto i Ontario, är en kanadensisk professionell basketspelare (SG) som spelar för Chicago Bulls i National Basketball Association (NBA). Han har tidigare spelat för San Antonio Spurs och Los Angeles Clippers.
Primo draftades av San Antonio Spurs i första rundan i 2021 års draft som tolfte spelare totalt.
Innan han blev proffs studerade Primo vid University of Alabama och spelade för deras idrottsförening Alabama Crimson Tide.